# Pingasa tephrosiaria
Pingasa tephrosiaria là một loài bướm đêm trong họ Geometridae.